# L'ultimo killer
L'ultimo killer è un film italiano del 1967 diretto da Giuseppe Vari (con lo pseudonimo di Joseph Warren).

## Trama
I genitori di Ramón sono stati massacrati e uccisi da uno spietato proprietario terriero John Barrett, per prendere il loro terreno e Ramón viene ferito ma salva la vita a Rezza, un vecchio killer disilluso. Dopo essersi ripreso dallo shock, Rezza gli insegna a sparare, sopravvivere per vendicare i suoi genitori.